# Limax cinereoniger
Grande limace
Espèce
Synonymes
- Limax (Heynemannia) cinereo-niger[1]
- Limax maximus var. cinereoniger Wolf[1]

Statut de conservation UICN

 LC  : Préoccupation mineure
Limax cinereoniger, la Grande limace, est une espèce de limaces de la famille des Limacidae.

## Dénominations
- Nom scientifique valide : Limax cinereoniger Wolf, 1803[2],
- Nom normalisé : Grande limace, depuis 2010[3],
- Autres noms vulgaires (vulgarisation scientifique) : Limace noir-cendré[4], Limace noire[5], Grande limace noire, Loche noire des forêts[6], Grande limace noirâtre[7],[8]

## Description
Limax cinereoniger est considérée comme la plus grande limace européenne, sa longueur pouvant exceptionnellement atteindre 30 cm lorsqu'elle est en extension. C'est une espèce surtout forestière, plus sensible que la Limace léopard aux modifications de son habitat. Elle est largement répandue, quoique localisée, dans toute l'Europe, ne manquant guère qu'en Scandinavie et en Islande ainsi que dans l'extrême sud.

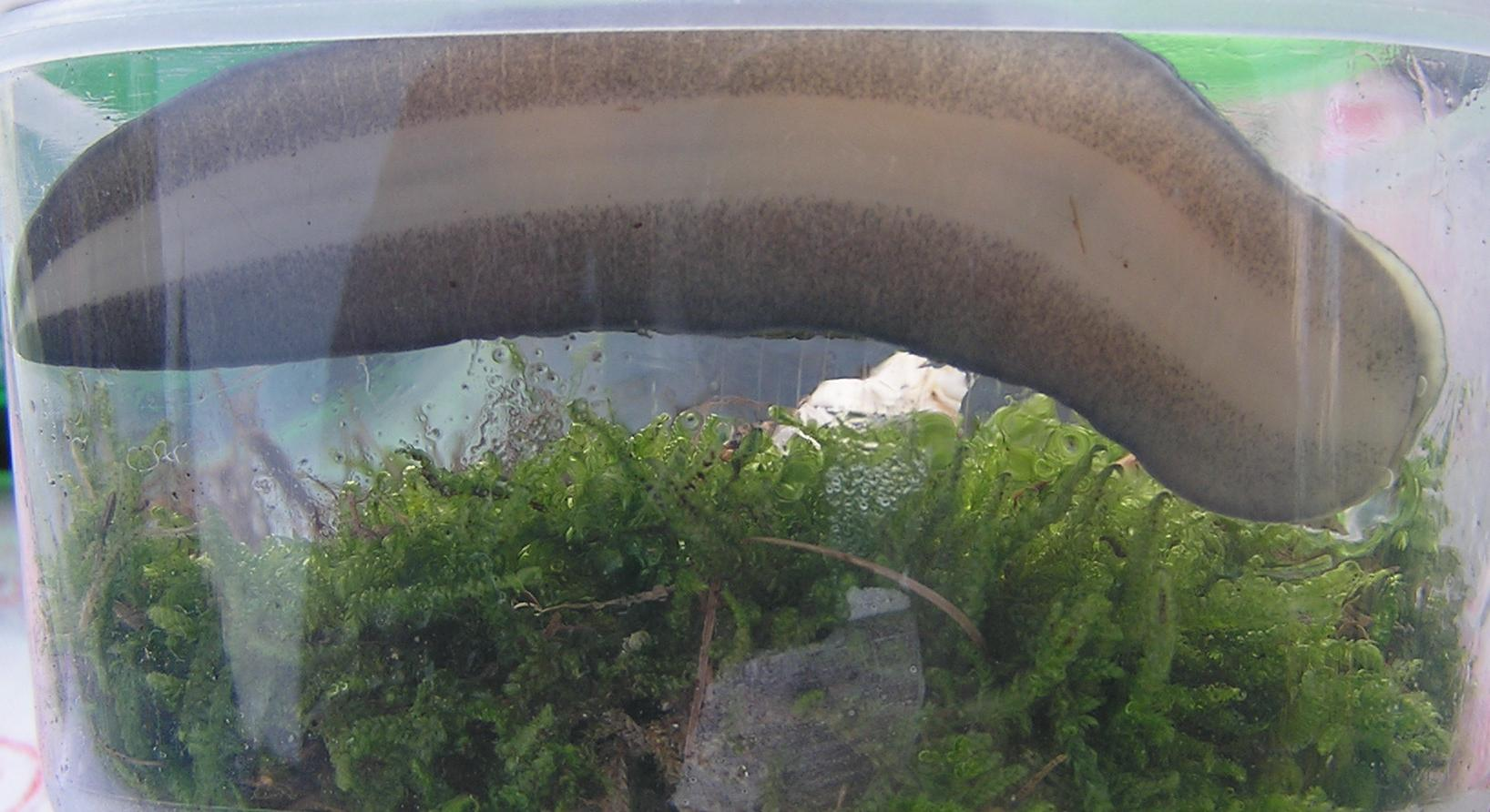
Sole pédieuse de Limax cinereoniger.

L'un des meilleurs critères pour la différencier de Limax maximus est la coloration de la sole pédieuse (face inférieure de l'animal) : elle comporte deux bandes sombres encadrant une bande plus claire.